# Stadtkirche Rhoden

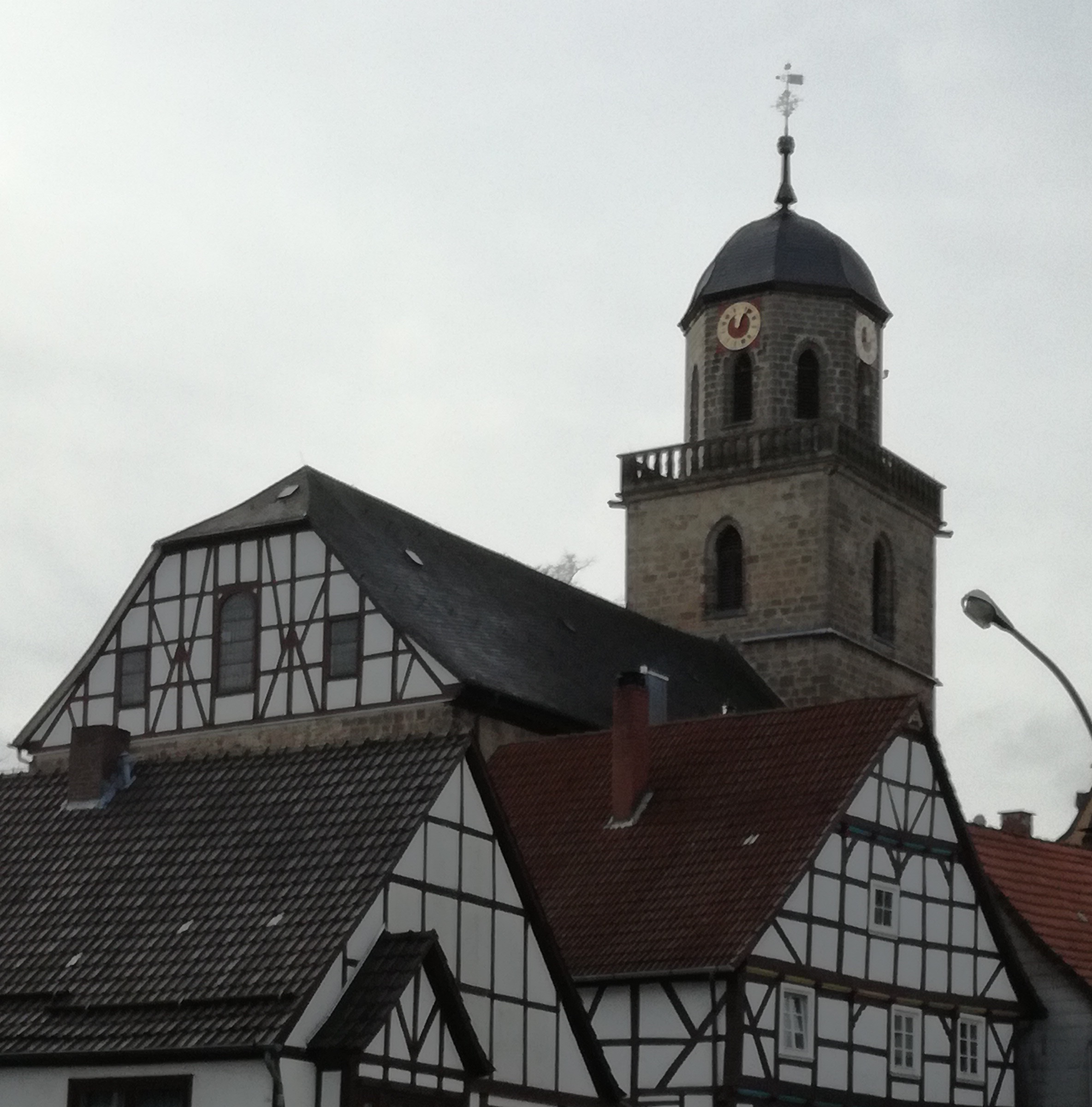
Choransicht von der Landstraße

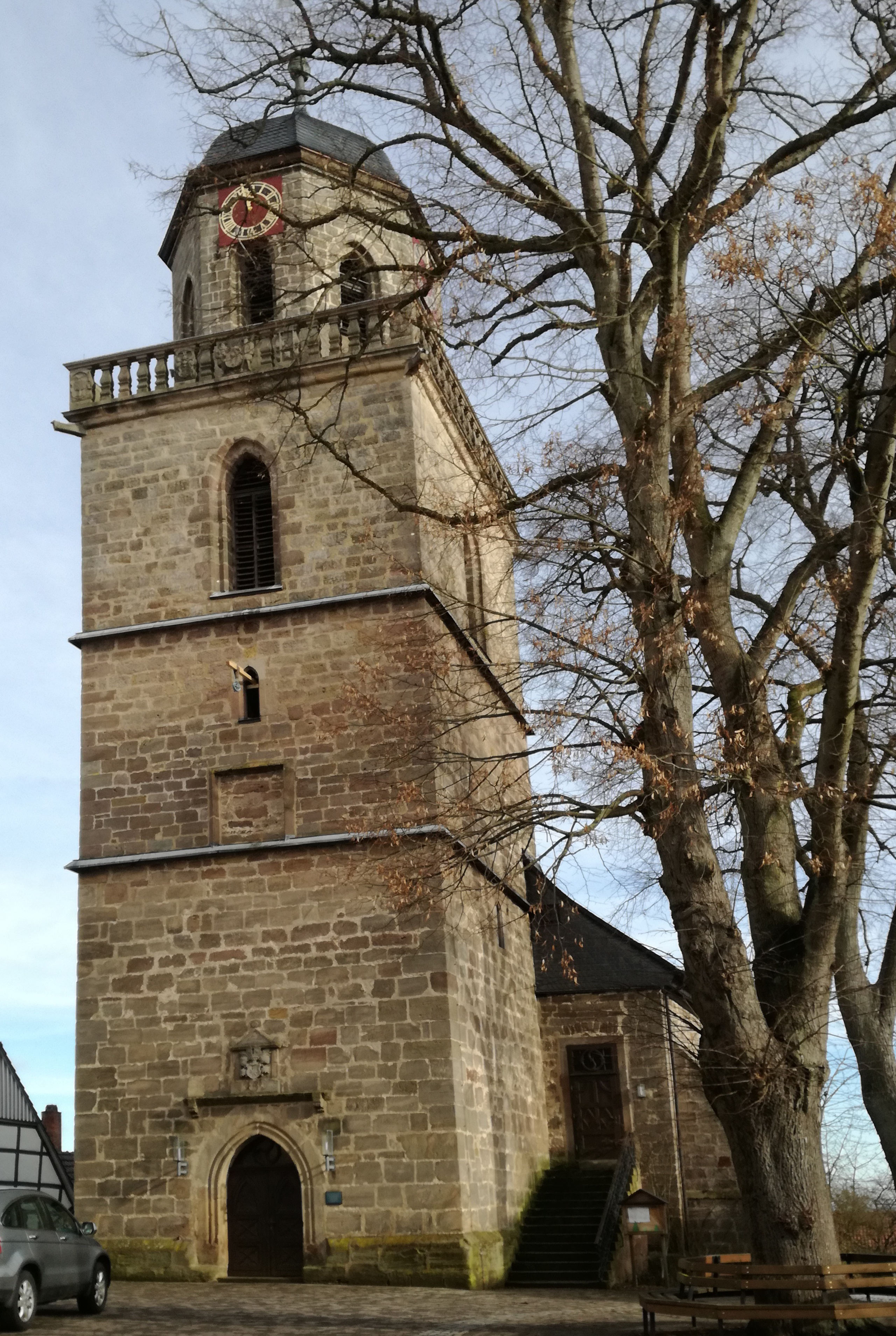
Turmansicht von der Langen Straße

Altarraum

Die Stadtkirche Rhoden ist eine evangelische Kirche im Diemelstädter Stadtteil Rhoden. Sie gehört zur Kirchengemeinde Diemelstadt im Kirchenkreis Twiste-Eisenberg der Evangelischen Kirche von Kurhessen-Waldeck. 

## Geschichte
Mit Umsiedlung der Bewohner um 1250 von Alt-Rhoden zur Burg hin entstand im 13. Jahrhundert eine erste Stadtkirche in Rhoden und war Maria und Bartholomäus gewidmet. Die seit 1525 lutherische Kirche wurde bei wiederholten Stadtbränden über die Jahrhunderte mehrfach zerstört und wiederaufgebaut, so 1540 und 1735. Die heutige Kirche wurde 1736 nach Plänen des waldeckschen Baudirektors Julius Ludwig Rothweil sowie seines Sohns Franz Friedrich, der auch den Wiederaufbau der Stadt leitete, errichtet. Verwendet wurde der von 1592 stammende Kirchturm sowie ein Teil der Ostwand mit einem gotischen Fenster. 1750 bis 1754 erhielt der Turm im Zusammenhang mit Arbeiten am Dachstuhl einen eingeschossigen Turmaufsatz in achteckiger Form mit Spitzbogenfenstern und einem verschieferten Flachkuppeldach. Der Ostgiebel oberhalb des Altarraums ist als Fachwerk ausgeführt. Der Innenraum wurde nach einem Schneeeinbruch 1753, bei dem auch die damalige Orgel stark beschädigt wurde, neu gestaltet.

## Ausstattung
Der Saalbau mit Tonnengewölbe von 1736 besitzt zwei dreiseitige, zum Altar geöffnete Emporen, deren obere die Orgel trägt. Der Boden der Kirche fällt geländeangepasst zum Altarraum hin ab. Das Zentrum der Kirchenausstattung bildet der Altar mit einer schlichten Mensa zusammen mit dem Taufstein, umgeben von einem niedrigen Zaun und einer Kniebank. Darüber befindet sich eine erhöhte Predigtkanzel mit Kanzeldeckel, rechts davon das Lesepult. Links vom Altarbereich ist das ehemalige Gestühl für den Kirchenvorstand angeordnet, rechts das Gestühl der damaligen Grafen als Fürstenstand mit dem Waldecker Wappen.
Im Eingangsbereich ist  das Tympanon der Kirche von Alt-Rhoden aufgehängt.
Die Ostwand im Chorraum wurde 2002 durch den Kirchenkünstler Tobias Kammerer farblich modern gestaltet, dabei wurden auch drei runde Fenster in die Gestaltung einbezogen.

## Orgel
Nach Vorgängerorgeln von 1657 und 1811 wurde 1852 eine neue, mechanische Schleifladenorgel durch den Korbacher Orgelbauer Jacob Vogt aufgebaut. Diese Orgel wurde wiederholt restauriert, zuletzt 1988 und 2017. Sie besitzt zwei Manuale und 22 Register mit 1282 Pfeifen in einem fünfteiligen, noch in spätklassizistischen Formen gestalteten Prospekt.

## Glocken
Die Kirchengemeinde kaufte 1924 die kleinste der drei Glocken. Sie wurde von Junker und Edelbrock in Brilon gegossen und trägt den Namen Maria. Diese Glocke hat als einzige den Zweiten Weltkrieg überstanden.
1950 beschaffte die Kirchengemeinde die mittlere Glocke Katharina und 1958 die größte mit Namen Susanne. Diese Glocke übernimmt für die Kirchturmuhr den Stundenschlag, deren Uhrwerk auf 1906 datiert.

## Pfarrer
- Albert Osterhold (1815–1868), Pfarrer 1845 bis 1863